# François Denis Tronchet

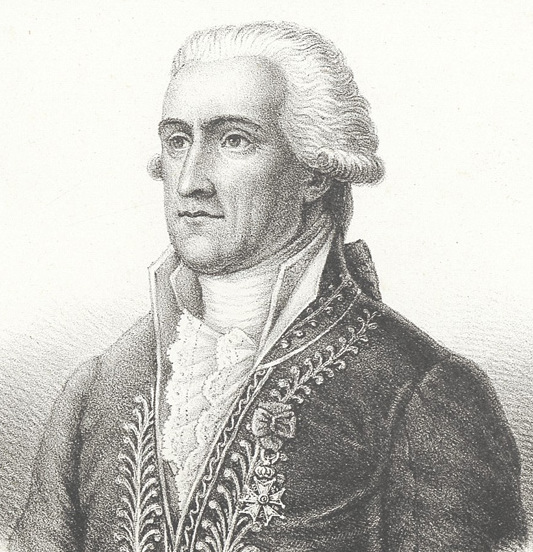
François Denis Tronchet

François Denis Tronchet (* 23. März 1726 in Paris; † 10. März 1806 ebenda) war ein französischer Jurist.

## Leben
Tronchet war seit 1745 Anwalt und am Parlement von Paris zugelassen, wo schon sein Vater Staatsanwalt (Procureur) war. Am 13. Mai 1789 wurde er als Deputierter in die Generalstände (États Généraux) gewählt. Er widersetzte sich vergeblich der Überführung der Generalstände in die Verfassungsgebende Versammlung (Assemblée nationale constituante) und fiel dort dann besonders durch sein Eintreten gegen die Einführung von Geschworenengerichten bei Zivilprozessen auf. In der französischen Revolution verteidigte er vom Dezember 1792 bis zum Januar 1793 mit Raymond de Sèze und Chrétien-Guillaume de Lamoignon de Malesherbes couragiert und versiert, letztlich aber vergeblich König Ludwig XVI. vor dem Nationalkonvent. Während des Direktoriums war er 1800 bis 1804 Mitglied des „Rats der Alten“ (Conseil des Anciens), wo er vergeblich zu verhindern suchte, dass Richter von der Exekutive bestimmt werden. Unter dem Konsulat war er außerdem Präsident des Kassationsgerichts („Tribunal de Cassation“) und war an der Abfassung des „Code civil“ – des ersten bürgerlichen Gesetzbuchs – beteiligt in einer von Napoleon veranlassten und von Jean-Jacques Régis de Cambacérès geleiteten Kommission. Er setzte sich dabei für eine Gerichtsbarkeit ein, die sich an Präzedenzfällen orientiert, im Gegensatz zu einigen seiner Kollegen, die dem römischen Recht verhaftet waren. Außerdem war er maßgeblich an der Ausarbeitung der das Erbrecht und das Hypothekenrecht betreffenden Paragraphen beteiligt. 1801 wurde er Senator des Départements Somme.
Nach seinem Tod wurde er (als erster Senator des „Empire“) am 17. März 1806 im Pantheon beigesetzt.